# Albano Sant'Alessandro
Pour les articles homonymes, voir Albano.
Albano Sant'Alessandro est une commune italienne de la province de Bergame, dans la région Lombardie.

## Géographie
- Limite communale

## Administration
| Période                                  | Période  | Identité        | Étiquette | Qualité |
| ---------------------------------------- | -------- | --------------- | --------- | ------- |
| 2012                                     | En cours | Maurizio Donisi |           |         |
| Les données manquantes sont à compléter. |          |                 |           |         |

### Communes limitrophes
Bagnatica, Brusaporto, Costa di Mezzate, Montello, Pedrengo, San Paolo d'Argon, Seriate, Torre de' Roveri